# Natasha Henstridge

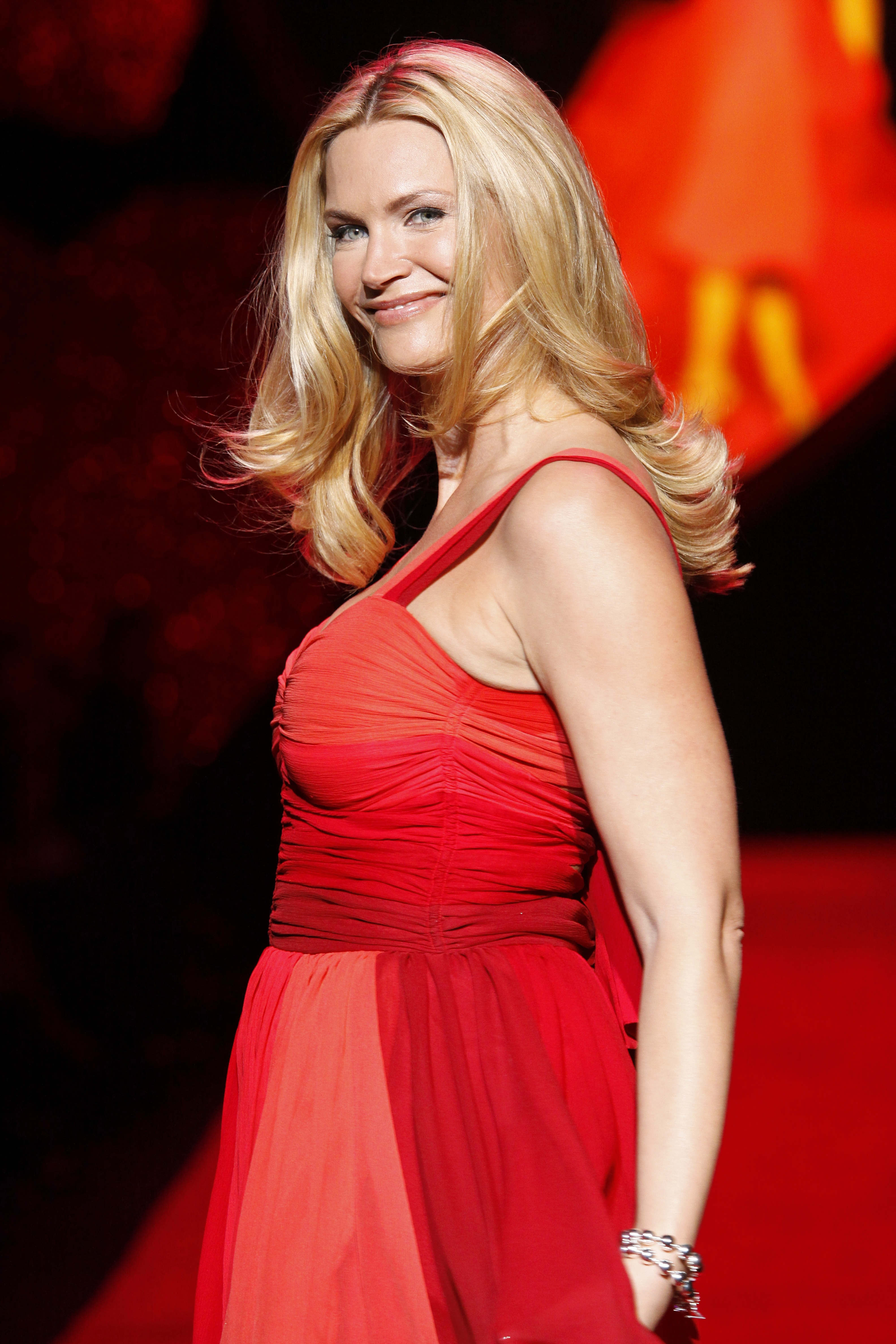
Natasha Henstridge (2009)

Natasha Tonya Henstridge (ur. 15 sierpnia 1974 w Springdale) – kanadyjska aktorka i modelka, która grała główne role w filmie Gatunek i jego kontynuacjach.

## Życiorys
Zyskała rozgłos dzięki swojej debiutanckiej roli w dreszczowcu fantastyczno-naukowym Gatunek (1995) i grała także w jego kontynuacjach: Gatunek 2 (1998) i Gatunek 3 (2004). Wystąpiła także w filmach: Jak ugryźć 10 milionów (2000), Duchy Marsa (2001) i Jak ugryźć 10 milionów 2 (2004) oraz serialach: Agent w spódnicy (2002–2004) i Eli Stone (2008–2009). 
Henstridge zdobyła nagrodę Gemini i MTV Movie Award. 
Była na okładkach magazynów takich jak „Maxim”, „FHM”, „Esquire”, „InStyle” i „Stuff”.

## Filmografia

### Filmy
| Rok  | Tytuł                         | Rola                 | Uwagi                    |
| ---- | ----------------------------- | -------------------- | ------------------------ |
| 1995 | Gatunek                       | Sil                  |                          |
| 1996 | Adrenalina                    | Delon                |                          |
| 1996 | Maksimum ryzyka               | Alex Bartlett        |                          |
| 1998 | Standoff                      | Mary                 |                          |
| 1998 | Gatunek 2                     | Eve                  |                          |
| 1998 | Bela Donna                    | Donna                |                          |
| 1998 | Dog Park                      | Lorna                |                          |
| 2000 | To musisz być ty              | Anna Penn            |                          |
| 2000 | Jak ugryźć 10 milionów        | Cynthia Tudeski      |                          |
| 2000 | A Girl, Three Guys, and a Gun | 5 O'Clock Girl       |                          |
| 2000 | A Better Way to Die           | Kelly                |                          |
| 2000 | Gra o miłość                  | Mimi Prager          |                          |
| 2000 | Ukryta tożsamość              | Crystal Ball         |                          |
| 2001 | Duchy Marsa                   | por. Melanie Ballard |                          |
| 2001 | Kevin, władca północy         | Bonnie Livengood     |                          |
| 2002 | Steal                         | Karen                |                          |
| 2004 | Jak ugryźć 10 milionów 2      | Cynthia Ozeransky    |                          |
| 2008 | Uwiedziony                    | Simone Wilkinson     |                          |
| 2009 | Anytown                       | Carol Mills          | inny tyt. American Bully |
| 2010 | Grę czas zacząć               | Angela               |                          |
| 2014 | Anatomy of Deception          | det. Alison Briggs   |                          |
| 2014 | The Bronx Bull                | Sally                |                          |
| 2014 | Nowhere Safe                  | Julie Johnson        |                          |
| 2014 | Badge of Honor                | Rebecca Miles        |                          |
| 2014 | Świąteczna przemiana          | Susan Wells          |                          |
| 2016 | The Bronx Bull                | Sally Carlton        |                          |
| 2016 | Będziesz mój                  | Valerie              |                          |
| 2017 | The Black Room                | Jennifer             |                          |
| 2019 | House Red                     | Mary                 |                          |
| 2021 | The Unhealer                  | Bernice Mason        |                          |
| 2021 | Night of the Sicario          | Taylor Ward          | inny tyt. Blindsided     |
| 2021 | Hero Dog: The Journey Home    | Susan Wade           |                          |
| 2021 | Gra zwana morderstwo          | pani Wallendorf      |                          |
| 2021 | Why?                          | Nina                 |                          |
| 2024 | Cinderella's Revenge          | Fairy Godmother      |                          |